# 张开泰
張開泰（1997年7月15日—），原名張家溢，是中國內地男演員。他於河南省汝州市出生，出道作品為2016年由優酷出品的古裝網絡劇《將軍在上》。2018年，參與首部電影《狼人殺·啓源》的拍攝。
2015年，參加高考後獲北京電影學院表演系錄取，並於該屆表演系位列全國第一，但最後選擇到上海戲劇學院就讀。

## 演出作品

### 電影
| 首播年份 | 劇名               | 角色       |
| -------- | ------------------ | ---------- |
| 2021年   | 《狼人殺·啓源》    | 姜樂       |
| 2021年   | 《夢境人生》       | 青年李士豪 |
| 2023年   | 《不要走散好不好》 | 初秋       |

### 電視劇／網絡劇
| 首播年份 | 劇名                | 角色     | 備註   |
| -------- | ------------------- | -------- | ------ |
| 2016年   | 《將軍在上》        | 張珪     | 網絡劇 |
| 2018年   | 《遠大前程·雙龍會》 | 牛犇     | 網絡劇 |
| 2018年   | 《小妖的金色城堡》  | 小青     | 網絡劇 |
| 2019年   | 《未來的秘密》      | 楊一凱   | 網絡劇 |
| 2020年   | 《安家》            | 房家棟   |        |
| 2020年   | 《明月曾照江東寒》  | 霍揚     | 網絡劇 |
| 2020年   | 《兄台請留步》      | 汪北辰   | 網絡劇 |
| 2021年   | 《勇敢的心2》       | 歐陽公瑾 |        |
| 2021年   | 《聽見我的聲音》    | 於銘     | 網絡劇 |
| 2023年   | 《曾少年之小時候》  | 秦川     | 網絡劇 |
| 2023年   | 《父輩的榮耀》      | 顧兆喜   |        |
| 2024年   | 《宿敌》            | 郭伟杰   | 網絡劇 |
| 待播     | 《人鱼》            | 邰偉     |        |
| 待播     | 《风过留痕》        | 司元龍   |        |

## 外部連結
- 张开泰在豆瓣上的资料（简体中文）
- 张开泰的新浪微博
- 张开泰在互联网电影资料库（IMDb）上的資料（英文）
- 張開泰 （页面存档备份，存于）在愛奇藝的頁面